# Len Ishmael
La doctora Len Ishmael es una destacada economista santalucense a cargo de la Dirección General de la Organización de Estados del Caribe Oriental. Obtuvo la licenciatura en Economía y Geografía en la Universidad de las Indias Occidentales de Jamaica (1974) y posteriormente una maestría en Planeación Urbana en la Universidad de Columbia (1978) de Nueva York, Estados Unidos. En mayo de 1988 recibió el Doctorado en Planeación Regional y Desarrollo Económico por la Universidad de Pensilvania.
La doctora Ishmael ha participado como consultora en algunos programas de la Organización de las Naciones Unidas, la Organización de Estados Americanos y el Banco Mundial. Es madre de dos hijos y se encuentra divorciada del cardiólogo Richard Ishmael.